# 1950 في تركيا
فيما يلي قوائم الأحداث التي وقعت خلال عام 1950 في تركيا.

## سياسة

### انتهاء فترة المنصب
- 22 مايو – عصمت إينونو رئيس تركيا.

## مواليد

### يناير
- 1 يناير – موسى دوغان عالم نبات تركي.
- 1 يناير – نازان آكسوي
- 1 يناير – نجدت أوزيل عسكري تركي.

### فبراير
- 11 فبراير – إدريس غولوج سياسي تركي.

### مارس
- 1 مارس – ياشار كارايل
- 10 مارس – عبد الرحمن يالسينكايا قاضي تركي.
- 27 مارس – إستير بنباسا مؤرخة وسياسية فرنسية.

### أغسطس
- 26 أغسطس – أحمد أوزهان

### أكتوبر
- 10 أكتوبر – عثمان قهوجي سياسي تركي.
- 13 أكتوبر – تامر ليفنت ممثل تركي.
- 22 أكتوبر – محمد صائم تكلي أوغلو سياسي تركي.
- 29 أكتوبر – عبد الله غل

### ديسمبر
- 29 ديسمبر – اديب أكبيرام ملحن تركي.

## وفيات

### أبريل
- 10 أبريل – فوزي جاكماق (مواليد 1876) سياسي تركي.

### نوفمبر
- 14 نوفمبر – أورخان ولي قانيق (مواليد 1914) شاعر تركي.